# Foel Cwmcerwyn
Foel Cwmcerwyn är ett berg i Storbritannien.   Det ligger i kommunen Pembrokeshire och riksdelen Wales, i den södra delen av landet, 300 km väster om huvudstaden London. Toppen på Foel Cwmcerwyn är 536 meter över havet.
Terrängen runt Foel Cwmcerwyn är kuperad åt nordväst, men åt sydost är den platt. Foel Cwmcerwyn är den högsta punkten i trakten. Runt Foel Cwmcerwyn är det ganska tätbefolkat, med 72 invånare per kvadratkilometer. Närmaste större samhälle är Fishguard, 14,8 km väster om Foel Cwmcerwyn. Trakten runt Foel Cwmcerwyn består i huvudsak av gräsmarker.